# Referéndum constitucional y consulta popular de Ecuador de 2011
El referéndum constitucional y consulta popular de Ecuador de 2011 se desarrolló el 7 de mayo de ese año. Consistió en dos procesos electorales diferentes que suman un total de diez preguntas, las cuales buscarán la aprobación de reformas sobre asuntos relativos al sistema judicial, la seguridad, el medio ambiente, la banca y los medios de comunicación.

## Historia

### Antecedentes
El alto índice delictivo a nivel nacional provocó la reacción de varios sectores de la sociedad quienes pedían mayor control de la situación al gobierno en vías del mejoramiento de la Policía Nacional, y una reestructuración al sistema judicial. El problema radicaba principalmente al excesivo uso de la prisión preventiva en casos penales, que generalmente terminan sin juicio, por lo tanto, los imputados salen en libertad al no tener sentencias, principalmente por la cantidad de procesos almacenados. Desde junio de 2010, el gobierno planteó la propuesta de realizar ciertos cambios al código penal, que no se pudieron concretar hasta diciembre de aquel año.
Los principales puntos de las reformas eran: el endurecimiento de las penas para la tenencia ilegal de armas, involucrados en sicariato, participación de menores en hechos delictivos, la prisión preventiva, relación de la migración; y para la protección de víctimas y testigos. La Asamblea Nacional programaba regular el incremento y la acumulación de penas por un lado y, por el otro, la sanción a los jueces y fiscales por permitir que opere la caducidad de la prisión preventiva.

### Propuesta
El presidente Rafael Correa, no solo proponía modificaciones al Código penal, sino también reformas a la Constitución de 2008. Como primeras medidas para tratar el tema de seguridad ciudadana, anunció cambios en su gabinete ministerial, reemplazando a Gustavo Jalkh por Alfredo Vera Arrata como ministro del Interior, mientras que José Serrano, ministro de Justicia, afirmaba la intención del presidente de remitir a la Corte Constitucional (CC) su propuesta de reformar la constitución. Los frecuentes anuncios del presidente de organizar una consulta popular tuvieron incluso apoyo desde parte de la oposición en la Asamblea Nacional, quienes le pedían al Ejecutivo agilizar la organización del referéndum para que sea la población la que se pronuncie y no el órgano legislativo, en principio sobre el tema de seguridad ciudadana.
Tras varias modificaciones en el texto consultivo y tres aplazamientos de entrega, el presidente Correa en persona entregó su propuesta en la Corte Constitucional el 17 de enero de 2010.

### Reacciones
Las preguntas no cubrieron las expectativas de varios sectores en cuanto a materia penal, y generó controversia en otros puntos. Uno de los sectores que se vieron afectados, tras la propuesta presentada por Correa, fue la prensa, ya que en una de las preguntas de la consulta se pretende la aprobación de una ley de comunicación que permita crear un Consejo de Regulación que norme la difusión de contenidos en la televisión, radio y publicaciones de prensa escrita.
La tauromaquia y las peleas de gallos fueron el objetivo a regular por otra de las preguntas llevadas al análisis por parte de la Corte Constitucional. El 21 de enero se generaron varias marchas en la ciudad de Quito por parte de toreros y simpatizantes con las "galleras", en reclamo por la posible prohibición de esos eventos.

## Campaña

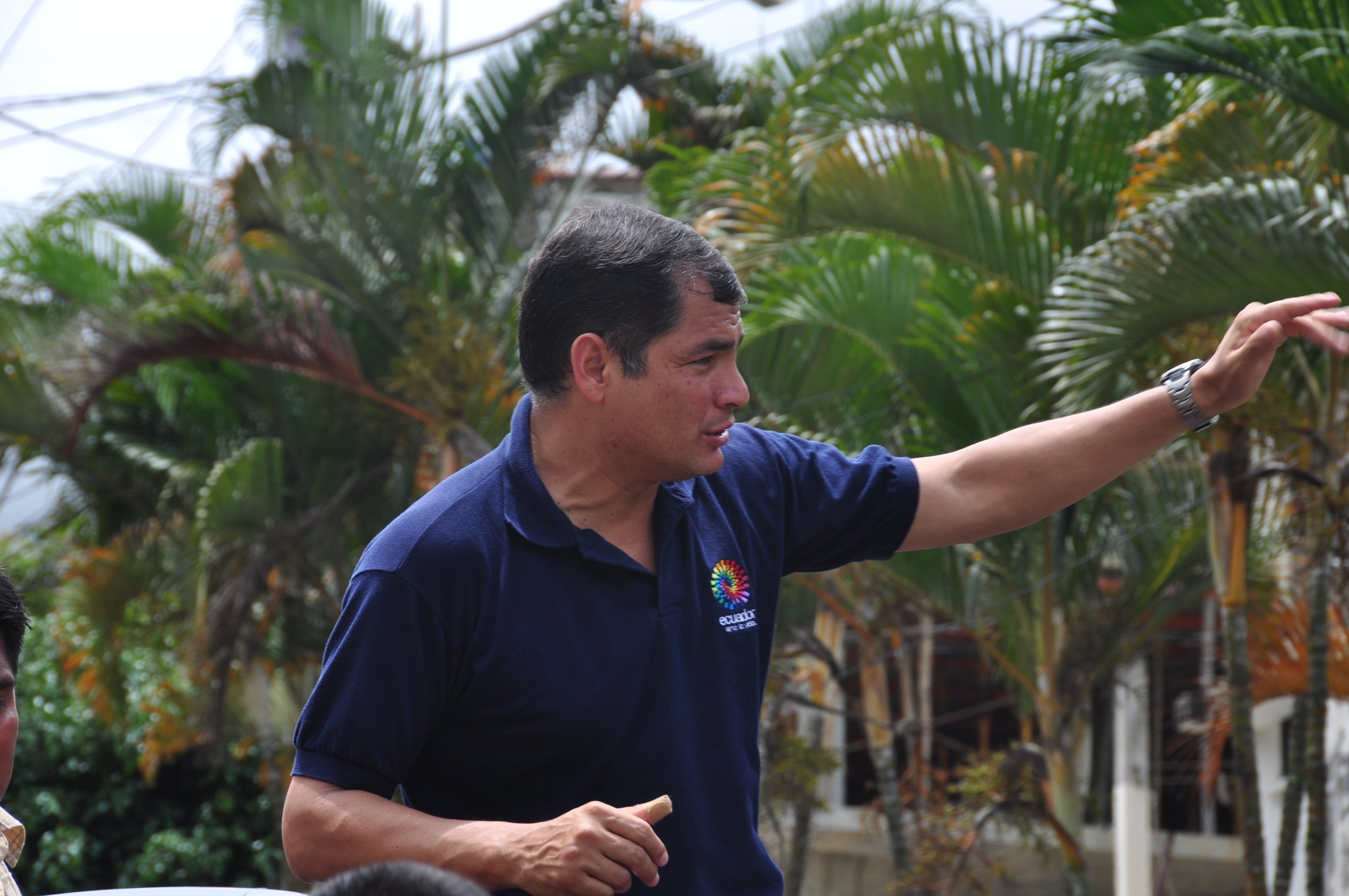
Rafael Correa fue el principal promotor del Si en el referéndum y consulta popular.

El Consejo Nacional Electoral (CNE) designó que el período de campañas electorales inicie desde el 26 de marzo y se prolongue durante 40 días, es decir, hasta el 4 de mayo, tres días antes de las elecciones. Tras un intenso proceso de calificación, fueron 60 los actores políticos que tuvieron la aprobación del CNE para poder promocionar su publicidad electoral a favor de determinados intereses e ideologías.

### Campaña a Favor
Los partidos que estuvieron por el SI fueron: Alianza PAIS, Partido Socialista Frente Amplio, Una Nueva Opción y el Partido Comunista del Ecuador.

### Campaña en contra

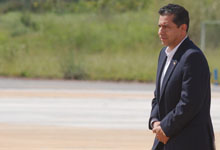
Lucio Gutiérrez impulsó la campaña por el no.

Los partidos que estuvieron por el NO fueron: Izquierda Democrática, Movimiento de Unidad Plurinacional Pachakutik, Partido Roldosista Ecuatoriano, Partido Comunista Marxista Leninista de Ecuador, Movimiento Popular Democrático, Red Ética y Democracia, Ruptura de los 25, Concentración de Fuerzas Populares, Concertación Nacional Democrática, Partido Sociedad Patriótica 21 de Enero, Partido Renovador Institucional Acción Nacional, Partido Social Cristiano y Unión Demócrata Cristiana.

## Contenido

### Preguntas del referéndum

#### Pregunta 1
La primera pregunta del referéndum pretende la modificación de los plazos para la caducidad de la prisión preventiva.
Texto de la pregunta 1 (y el anexo 1) de la propuesta hecha por el presidente Rafael Correa, se establecía de la siguiente manera:

1. Con la finalidad de mejorar la seguridad ciudadana, ¿está usted de acuerdo en que la correspondiente ley cambie los plazos razonables para la caducidad de la prisión preventiva, enmendando la Constitución de la República como lo establece el anexo 1?

ANEXO 1
El numeral nueve del artículo 77 de la Constitución dirá:
“Bajo la responsabilidad de la jueza o juez que conoce el proceso, la prisión preventiva no podrá exceder de los plazos y condiciones que indique la ley, en consideración a la gravedad del delito y la complejidad de la investigación. Si se exceden de estos plazos, la orden de prisión preventiva quedará sin efecto.”

El texto de la Constitución de 2008 a modificarse se establecía:

Art. 77.- En todo proceso penal en que se haya privado de la libertad a una persona, se observarán las siguientes garantías básicas:

[...]
9. Bajo la responsabilidad de la jueza o juez que conoce el proceso, la prisión preventiva no podrá exceder de seis meses en las causas por delitos sancionados con prisión, ni de un año en los casos de delitos sancionados con reclusión.
Si se exceden estos plazos, la orden de prisión preventiva quedará sin efecto.

[...]
Constitución del 2008 (Art. 77 numeral 9)

La pregunta 1 que aprobó la Corte Constitucional para el referéndum presentaba cambios a partir de su formulación original en la propuesta aunque su estructura esencial se conservó. La pregunta fue modificada para especificar el texto constitucional que se pretendía modificar y, tratar de que no existan ambigüedades al tratar de interpretarlo. Su composición final fue la siguiente:

1. ¿Está usted de acuerdo en enmendar el numeral 9 del artículo 77 de la Constitución de la República incorporando un inciso que impida la caducidad de la prisión preventiva cuando esta ha sido provocada por la persona procesada y que permita sancionar la trabas irrazonables en la administración de justicia por parte de juezas, jueces, fiscales, peritos o servidores de órganos auxiliares de la Función Judicial, como establece el anexo 1?

ANEXO 1
Incorpórese a continuación del primer inciso al numeral 9 del artículo 77 uno que dirá:
"La orden de prisión preventiva se mantendrá vigente si por cualquier medio la persona procesada ha evadido, retardado, evitado o impedido su juzgamiento mediante actos orientados a provocar su caducidad. Si la dilación ocurriera durante el proceso o produjera la caducidad, sea esta por acciones u omisiones de juezas, jueces, fiscales, defensor público, peritos o servidores de órganos auxiliares, se considerará que estos han incurrido en falta gravísima y deberán ser sancionados de conformidad de la ley".

#### Pregunta 2
La segunda pregunta del referéndum pretende la modificación de parámetros de las medidas sustitutivas a la privación de libertad.
Texto de la pregunta 2 (y el anexo 2) de la propuesta hecha por el presidente Rafael Correa, se establecía de la siguiente manera:

2. Con la finalidad de evitar la impunidad y garantizar la comparecencia a los juicios penales de las personas procesadas, ¿está usted de acuerdo que las medidas sustitutivas a la prisión preventiva se apliquen únicamente para los delitos menos graves, enmendando la Constitución de la República como lo establece el anexo 2?

ANEXO 2
El numeral uno del artículo 77 de la Constitución dirá:
La privación de la libertad no será la regla general y se aplicará para garantizar la comparecencia del imputado o acusado al proceso, el derecho de la víctima del delito a una justicia pronta, oportuna y sin dilaciones,  y para asegurar el cumplimiento de la pena; procederá por orden escrita de jueza o juez competente, en los casos, por el tiempo y con las formalidades establecidas en la ley. Se exceptúan los delitos flagrantes, en cuyo caso no podrá mantenerse a la persona detenida sin fórmula de juicio por más de cuarenta y ocho horas. Las medidas no privativas de libertad se utilizarán únicamente en aquellos delitos que, de acuerdo con la ley, sean susceptibles de ventilarse mediante procedimientos especiales.”

El numeral once del artículo 77 dirá:
La jueza o juez podrá aplicar sanciones y medidas cautelares alternativas a la privación de libertad, únicamente en aquellos delitos que, de acuerdo con la ley, sean susceptibles de ventilarse mediante procedimientos especiales.

DEROGATORIA
Suprímase el segundo inciso del artículo 159 del Código de
Procedimiento Penal.

El texto de la Constitución de 2008 a modificarse se establecía:

Art. 77.- En todo proceso penal en que se haya privado de la libertad a una persona, se observarán las siguientes garantías básicas:
1. La privación de la libertad se aplicará excepcionalmente cuando sea necesaria para garantizar la comparecencia en el proceso, o para asegurar el cumplimiento de la pena; procederá por orden escrita de jueza o juez competente, en los casos, por el tiempo y con las formalidades establecidas en la ley. Se exceptúan los delitos flagrantes, en cuyo caso no podrá mantenerse a la persona detenida sin fórmula de juicio por más de veinticuatro horas. La jueza o juez siempre podrá ordenar medidas cautelares distintas a la prisión preventiva.
[...]
11. La jueza o juez aplicará de forma prioritaria sanciones y medidas cautelares alternativas a la privación de libertad contempladas en la ley. Las sanciones alternativas se aplicarán de acuerdo con las circunstancias, la personalidad de la persona infractora y las exigencias de reinserción social de la persona sentenciada.
[...]

El texto final para la pregunta 2:

2. ¿Está usted de acuerdo con que las medidas sustitutivas a la privación de libertad se apliquen bajo las condiciones y requisitos establecidos en la Ley, de acuerdo al anexo 2?

ANEXO 2
El artículo 77 numeral 1 dirá:
"La privación de la libertad no será la regla general y se aplicará para garantizar la comparencia del imputado o acusado al proceso, el derecho de la víctima del delito a una justicia pronta, oportuna y sin dilaciones, y para asegurar el cumplimiento de la pena; procederá por orden escrita de jueza o juez competente, en los casos, por el tiempo y con las formalidades establecidas en la ley. Se exceptúan los delitos flagrantes, en cuyo caso no podrá mantenerse a la persona detenida sin fórmula de juicio por más de 24 horas. Las medidas no privativas de libertad se aplicarán de conformidad con los casos, plazos, condiciones y requisitos establecidos en la ley".

El artículo 77 numeral 11 dirá:
"La jueza o juez aplicará las medidas cautelares alternativas a la privación de libertad contempladas en la ley. Las sanciones alternativas se aplicarán de acuerdo con los casos, plazos, condiciones y requisitos establecidos en la Ley".

#### Pregunta 3
La tercera pregunta del referéndum pretende limitar (o prohibir) la participación accionaria en el ámbito financiero o comunicacional de empresas e instituciones privadas referentes a esas áreas.
Texto de la pregunta 3 (y el anexo 3) de la propuesta hecha por el presidente Rafael Correa, se establecía de la siguiente manera:

3. Con la finalidad de evitar conflicto de intereses, ¿está usted de acuerdo con prohibir que las instituciones del sistema financiero privado, así como las empresas de comunicación privadas de carácter nacional, sus directores y principales accionistas, sean dueños o tengan participación accionaria fuera del ámbito financiero o comunicacional, respectivamente, enmendando la Constitución como lo establece el anexo 3?

ANEXO 3
El primer inciso del artículo 312 de la Constitución, dirá:
“Las instituciones del sistema financiero privado, así como las empresas privadas de comunicación de carácter nacional, sus directores y principales accionistas, no podrán ser titulares, directa ni indirectamente, de acciones y participaciones, en empresas ajenas a la actividad financiera o comunicacional, según el caso. Los respectivos organismos de control serán los encargados de regular esta disposición.”

En el primer inciso de la DISPOSICIÓN TRANSITORIA VIGÉSIMO NOVENA dirá:
“Las acciones y participaciones que posean las instituciones del sistema financiero privado, así como las empresas de comunicación privadas de carácter nacional,
sus directores y principales accionistas, en empresas distintas al sector en que participan, se enajenarán en el plazo de un año contado a partir de la aprobación de esta reforma en referendo”.

El texto de la Constitución de 2008 a modificarse se establecía:

Art. 312.- Las entidades o grupos financieros no podrán poseer participaciones permanentes, totales o parciales, en empresas ajenas a la actividad financiera.

Se prohíbe la participación en el control del capital, la inversión o el patrimonio de los medios de comunicación social, a entidades o grupos financieros, sus representantes legales, miembros de su directorio y accionistas.

Cada entidad integrante del sistema financiero nacional tendrá una defensora o defensor del cliente, que será independiente de la institución y designado de acuerdo con la ley.
Constitución del 2008 (Art. 312)

El texto de las Disposiciones Transitorias de la Constitución del 2008 en cuestión se establecía de la siguiente manera:

DISPOSICIONES TRANSITORIAS
[...]
VIGESIMONOVENA.- Las participaciones accionarias que posean las personas jurídicas del sector financiero en empresas ajenas a este sector, se enajenarán en el plazo de dos años a partir de la entrada en vigencia de esta Constitución.

Las participaciones accionarias de las personas jurídicas del sector financiero, sus representantes legales y miembros de directorio y accionistas que tengan participación en el capital pagado de medios de comunicación social, deberán ser enajenadas en el plazo de dos años a partir de la entrada en vigencia de esta Constitución.
[...]

El texto el final para la pregunta 3 quedó definida de la siguiente manera:

3. ¿Está usted de acuerdo con prohibir que las instituciones del sistema financiero privado así como las empresas de comunicación privadas de carácter nacional, sus directores y principales accionistas, sea dueños o tengan participación accionaria fuera del ámbito financiero o comunicacional, respectivamente, enmendando la Constitución como lo establece el anexo 3?

ANEXO 3
El primer inciso del artículo 312 de la Constitución dirá:
"Las instituciones del sistema financiero privado, así como las empresas privadas de comunicación de carácter nacional, sus directores y principales accionistas, no podrán ser titulares, directa o indirectamente, de acciones o participaciones, en empresas ajenas a la actividad financiera o comunicacional, según el caso. Los respectivos organismos de control serán los encargados de regular esta disposición de conformidad con el marco constitucional y normativo vigente".

En el primer inciso de la disposición transitoria vigésimo novena dirá:
"Las acciones y participaciones que posean las instituciones del sistema financiero privado, así como las empresas privadas de comunicación de carácter nacional, sus directores y principales accionistas, en empresas distintas al sector en que participan, se enajenarán en el plazo de un año contado a partir de la aprobación de esta reforma en referéndum".

#### Pregunta 4
4. ¿Está usted de acuerdo en sustituir al actual pleno de la Judicatura por un Consejo de la Judicatura de Transición, conformado por tres miembros elegidos, uno por la Función Ejecutiva, otro por el Poder Legislativo y otro por la Función de Transparencia y Control Social, para que en el plazo improrrogable de 18 meses, ejerza las competencias del Consejo de la Judicatura y reestructure la Función Judicial, como lo establece el anexo 4?

ANEXO 4
El artículo 20 del Régimen de Transición dirá:
"Se disuelve el actual pleno del Consejo de la Judicatura. En su reemplazo se crea un Consejo de la Judicatura de Transición, conformado por tres delegados designados y sus respectivos alternos: uno por el Presidente de la República, otro por el Poder Legislativo y otro por la Función de Transparencia y Control Social; todos los delegados y sus alternos estarán sometidos a juicio político. Este Consejo de la Judicatura transitorio tendrá todas las facultades establecidas en la Constitución, así como las dispuestas en el Código Orgánico de la Función Judicial, y ejercerán sus funciones por un período improrrogable de 18 meses. El Consejo de la Judicatura definitivo se conformará mediante el procedimiento establecido en la Constitución enmendada. El Consejo de Participación Ciudadana y Control Social asegurará que los miembros del nuevo Consejo de la Judicatura estén designados antes de concluidos los 18 meses de funciones del Consejo de la Judicatura de transición. Queda sin efecto el concurso de méritos y oposición que lleva a cabo el Consejo de Participación Ciudadana y Control Social para la designación de los nuevos vocales del Consejo de la Judiactura".

Suprímase la disposición transitoria primera del Código Orgánico de la Función Judicial.

Enmiéndese la Constitución de la República del Ecuador de la siguiente manera:

"Art. 179.- El Consejo de la Judicatura se integrará por 5 delegados y sus respectivos suplentes, quienes serán elegidos mediante ternas enviadas por el Presidente de la Corte Nacional de Justicia, cuyo representante lo presidirá; por el Fiscal General del Estado, por el Defensor Público, por la Función Ejecutiva y por la Asamblea Nacional.
Los delegados mencionados en el inciso anterior serán elegidos por el Consejo de Participación Ciudadana y Control Social, a través de un proceso público de escrutinio con veeduría y posibilidad de una impugnación ciudadana.
El procedimiento, plazos y demás elementos del proceso serán determinados por el Consejo de Participación Ciudadana y Control Social.
Los miembros del Consejo de la Judicatura, tanto titulares como suplentes, durarán en el ejercicio de sus funciones 6 años.

El Consejo de la Judicatura rendirá su informe anual ante la Asamblea Nacional, que podrá fiscalizar y juzgar a sus miembros".

#### Pregunta 5
5. ¿Está usted de acuerdo en modificar la composición del Consejo de la Judicatura, enmendando la Constitución y reformando el Código Orgánico de la Función Judicial como establece el anexo 5?

ANEXO 5
Enmiéndese la Constitución de la República del Ecuador de la siguiente manera: "Art. 179.- El Consejo de la Judicatura se integrará por 5 delegados, y sus respectivos suplentes, quienes serán elegidos mediante ternas enviadas por el Presidente de la Corte Nacional de Justicia, quien lo presidirá; por el Fiscal General del Estado; por el Defensor Público; por la Función Ejecutiva; y por la Asamblea Nacional. Los delegados mencionados en el inciso anterior, serán elegidos por el Consejo de Participación Ciudadana y Control Social, a través de un proceso público de escrutinio con veeduría y posibilidad de impugnación ciudadana. El procedimiento, plazos y demás elementos del proceso serán determinados por el Consejo de Participación Ciudadana y Control Social. Los miembros del Consejo de la Judicatura, tanto titulares como suplentes, durarán en el ejercicio de sus funciones 6 años. El Consejo de la Judicatura rendirá su informe anual ante la Asamblea Nacional, que podrá fiscalizar y juzgar a sus miembros".

### Preguntas del plebiscito

#### Pregunta 6
6. ¿Está usted de acuerdo que la Asamblea Nacional, sin dilaciones dentro del plazo establecido en la Ley Orgánica de la Función Legislativa, a partir de la publicación de los resultados del plebiscito, tipifique en el Código Penal, como un delito autónomo
el enriquecimiento privado no justificado?

#### Pregunta 7
7. ¿Está usted de acuerdo que en el país se prohíban los negocios dedicados a juegos de azar, tales como casinos y salas de juego?

#### Pregunta 8
8. ¿Está usted de acuerdo que en el cantón de su domicilio se prohíban los espectáculos que tengan como finalidad dar muerte al animal?

#### Pregunta 9
9. ¿Está usted de acuerdo con que la Asamblea Nacional, sin dilaciones dentro del plazo establecido en la Ley Orgánica de la Función Legislativa, expida una Ley de Comunicación que cree un Consejo de Regulación que regule la difusión de contenidos de la televisión, radio y publicaciones de prensa escrita que contengan mensajes de violencia, explícitamente sexuales o discriminatorios; y que establezca criterios de responsabilidad ulterior de los comunicadores o medios emisores?

#### Pregunta 10
10. ¿Está usted de acuerdo con que la Asamblea Nacional, sin dilaciones dentro del plazo establecido en la Ley Orgánica de la Función Legislativa, a partir de la publicación de los resultados del plebiscito, tipifique como infracción penal la no afiliación al Instituto Ecuatoriano de Seguridad Social de los trabajadores en relación de dependencia?

## Resultados
Los resultados de la consulta popular fueron los siguientes:
| Preguntas        | Sí                                | Sí                                | No                                | No                                | Blancos                           | Blancos                           | Nulos                             | Nulos                             |
| Preguntas        | Votos                             | Porcentaje                        | Votos                             | Porcentaje                        | Votos                             | Porcentaje                        | Votos                             | Porcentaje                        |
| Referéndum       | Referéndum                        | Referéndum                        | Referéndum                        | Referéndum                        | Referéndum                        | Referéndum                        | Referéndum                        | Referéndum                        |
| ---------------- | --------------------------------- | --------------------------------- | --------------------------------- | --------------------------------- | --------------------------------- | --------------------------------- | --------------------------------- | --------------------------------- |
| Pregunta 1       | 4,357,105                         | 50.46%                            | 3,356,545                         | 38.87%                            | 462,867                           | 5.36%                             | 457,859                           | 5.30%                             |
| Pregunta 2       | 4,167,893                         | 48.27%                            | 3,525,832                         | 40.84%                            | 449,296                           | 5.20%                             | 491,355                           | 5.69%                             |
| Pregunta 3       | 4,074,307                         | 47.19%                            | 3,616,589                         | 41.89%                            | 451,226                           | 5.23%                             | 492,254                           | 5.70%                             |
| Pregunta 4       | 3,984,723                         | 46.15%                            | 3,674,727                         | 42.56%                            | 478,597                           | 5.54%                             | 496,329                           | 5.75%                             |
| Pregunta 5       | 4,029,458                         | 46.67%                            | 3,622,646                         | 41.96%                            | 505,490                           | 5.85%                             | 476,782                           | 5.52%                             |
| Consulta popular |                                   |                                   |                                   |                                   |                                   |                                   |                                   |                                   |
| Pregunta 6       | 4,023,533                         | 46.60%                            | 3,507,168                         | 40.62%                            | 672,650                           | 7.79%                             | 431,025                           | 4.99%                             |
| Pregunta 7       | 3,951,787                         | 45.77%                            | 3,599,093                         | 41.68%                            | 613,088                           | 7.10%                             | 470,408                           | 5.45%                             |
| Pregunta 8       | Solamente resultados por cantones | Solamente resultados por cantones | Solamente resultados por cantones | Solamente resultados por cantones | Solamente resultados por cantones | Solamente resultados por cantones | Solamente resultados por cantones | Solamente resultados por cantones |
| Pregunta 9       | 3,882,379                         | 44.96%                            | 3,630,263                         | 42.04%                            | 667,397                           | 7.73%                             | 454,337                           | 5.26%                             |
| Pregunta 10      | 4,146,640                         | 48.03%                            | 3,388,807                         | 39.25%                            | 648,855                           | 7.52%                             | 450,074                           | 5.21%                             |

## Reacciones
Rafael Correa defendió los resultados de la consulta tomando en cuenta solamente los votos válidos. Argumentó que en las elecciones del 2009 fue elegido presidente de la República en una sola vuelta con 3,5 millones de votos, que representaron el 51,99% de los votos. Todos sus opositores juntos, alcanzaron el 48,9% restante, mientras que la consulta del 2011, más de 4 millones de ciudadanos dijeron SÍ en la Consulta Popular y Referéndum, lo que representa alrededor de 500 mil votos más que en las últimas elecciones del 2009; y más de un punto porcentual de los votos válidos que ahora alcanzaron el 53,1% frente al 46,9% del NO.
Los resultados fueron proclamados el 12 de julio de 2011 fue hechos después de 2 meses de realizada la Consulta, y se ratificó que el Sí ganó en todas las preguntas a nivel nacional.
Los mismos fueron publicados en el primer suplemento del Registro Oficial N.º 490 del 13 de julio de 2011, siendo así oficializados y entrando en vigencia las reformas constitucionales, e iniciándose los plazos para la elaboración de leyes, ordenanzas y reglamentos que mandaba la consulta.